# Lorenzo Benati
Lorenzo Benati (Roma, 5 aprile 2002) è un velocista italiano, campione europeo under 18 dei 400 metri piani a Győr 2018 e primatista italiano under 18 della specialità.

## Biografia
Lorenzo ha iniziato a praticare l'atletica leggera da giovane. Nel 2017 ha partecipato alla sua prima gara internazionale, il festival olimpico della gioventù europea a Győr, in Ungheria: in quest'occasione prese parte alla gara dei 200 metri piani, raggiungendo la finale ma finendo per essere squalificato a causa di un'infrazione di corsia. Si riprese l'anno successivo quando, sempre a Győr, ha conquistato due medaglie d'oro ai campionati europei under 18 nei 400 metri piani e nella staffetta svedese. Quello stesso anno ha partecipato anche ai mondiali under 20 di Tampere, gareggiando nella batteria della staffetta 4×400 m e contribuendo alla qualificazione in finale dove l'Italia conquistò il titolo mondiale, e ai Giochi olimpici giovanili di Buenos Aires, che lo hanno visto correre fino alla quarta finale sui 400 metri piani, qualificandosi complessivamente quinto.
Nel 2016 ha conquistato il titolo italiano cadetti nei 300 m ostacoli, e l'anno successivo il titolo italiano cadetti nei 300 m piani, dove ha stabilito la migliore prestazione europea nei 300 m piani con 34"07 al Meeting Pratizzoli di Fidenza.
Tra il 2018 e il 2019 ha conquistato quattro medaglie d'oro individuali ai campionati italiani di categoria allievi, oltre a due titoli con le staffette 4×200 m indoor e 4×400 m outdoor nel 2018; nel 2020 sono arrivati altri due ori ai campionati italiani juniores. Lo stesso anno ha partecipato ai campionati europei under 20 di Boras, in Svezia, dove si è classificato ottavo nei 400 metri piani e quarto nella staffetta 4×400 metri.
Nel 2020 ha partecipato al suo primo campionato italiano assoluto indoor, dove ha concluso con la medaglia d'argento, per poi conquistare quella di bronzo ai campionati italiani assoluti all'aperto, in entrambi i casi nei 400 metri piani.
Nel 2021, dopo la medaglia d'oro ai campionati italiani juniores indoor grazie al tempo di 47"11 (nuova migliore prestazione italiana under 20 e valevole per la qualificazione agli europei indoor assoluti di Toruń), si è classificato quarto nei 400 metri piani agli italiani assoluti indoor di Ancona. Agli Europei indoor di Toruń ha concluso la gara dei 400 metri piani con il tempo di 48"24 in batteria, non qualificandosi per le semifinali. Nello stesso anno venne convocato come riserva per la 4x400 m e la 4x400 m mista ai Giochi Olimpici di Tokyo

## Record nazionali
Promesse (under 23)
- Staffetta 4×400 metri: 3'02"49 ( Espoo, 16 luglio 2023) (Luca Sito, Riccardo Meli, Francesco Domenico Rossi, Lorenzo Benati)

Juniores (under 20)
- 400 metri piani indoor: 47"11 ( Ancona, 7 febbraio 2021)

Allievi (under 18)
- 400 metri piani: 46"85 ( Győr, 7 luglio 2018)
- 400 metri piani indoor: 47"74 ( Ancona, 9 febbraio 2019)

Cadetti (under 16)
- 200 metri piani: 21"98 ( Roma, 3 luglio 2017)
- 300 metri piani: 34"07 ( Fidenza, 28 maggio 2017)

## Progressione

### 400 metri piani
| Stagione | Tempo | Luogo          | Data      | Rank. Mond. |
| -------- | ----- | -------------- | --------- | ----------- |
| 2023     | 45"39 | Molfetta       | 30-7-2023 |             |
| 2022     | 45"62 | Chaux-de-Fonds | 3-7-2022  |             |
| 2021     | 46"06 | Nairobi        | 21-8-2021 | 191°        |
| 2020     | 46"30 | Grosseto       | 19-9-2020 | 70º         |
| 2019     | 46"99 | Borås          | 19-7-2019 | 588º        |
| 2018     | 46"85 | Győr           | 7-7-2018  | 476º        |

### 400 metri piani indoor
| Stagione | Tempo | Luogo  | Data      | Rank. Mond. |
| -------- | ----- | ------ | --------- | ----------- |
| 2022/23  | 47"11 | Ancona | 18-2-2023 |             |
| 2021/22  | 47"78 | Ancona | 5-2-2022  |             |
| 2020/21  | 47"11 | Ancona | 7-2-2021  | 106º        |
| 2019/20  | 47"57 | Ancona | 9-2-2020  | 193º        |
| 2018/19  | 47"74 | Ancona | 9-2-2019  | 258º        |
| 2017/18  | 49"24 | Ancona | 21-1-2018 | 1080º       |

## Palmarès
| Anno | Manifestazione          | Sede         | Evento            | Risultato | Prestazione | Note                                                                                     |
| ---- | ----------------------- | ------------ | ----------------- | --------- | ----------- | ---------------------------------------------------------------------------------------- |
| 2018 | Europei U18             | Győr         | 400 m piani       | Oro       | 46"85       | Miglior prestazione nazionale under 18                                                   |
| 2018 | Europei U18             | Győr         | Staffetta svedese | Oro       | 1'53"01     |                                                                                          |
| 2018 | Mondiali U20            | Tampere      | 4×400 m           | Batteria  | 3'08"35     |                                                                                          |
| 2018 | Olimpiadi giovanili     | Buenos Aires | 400 m piani       | 5º        | 48"00       |                                                                                          |
| 2019 | Europei U20             | Borås        | 400 m piani       | 8º        | 47"23       |                                                                                          |
| 2019 | Europei U20             | Borås        | 4×400 m           | 4º        | 3'08"76     |                                                                                          |
| 2021 | Europei indoor          | Toruń        | 400 m piani       | Batteria  | 48"24       |                                                                                          |
| 2021 | World Relays            | Chorzów      | 4×400 m           | 4º        | 3'05"11     |                                                                                          |
| 2021 | Europei U20             | Tallinn      | 400 m piani       | Argento   | 46"27       | Miglior prestazione personale                                                            |
| 2021 | Europei U20             | Tallinn      | 4×400 m           | Argento   | 3'07"13     |                                                                                          |
| 2021 | Mondiali U20            | Nairobi      | 400 m piani       | 6º        | 46"06       | Miglior prestazione personale                                                            |
| 2021 | Mondiali U20            | Nairobi      | 4×400 m           | 8º        | 3'12"16     |                                                                                          |
| 2022 | Mondiali                | Eugene       | 4×400 m           | Batteria  | 3'03"43     | Miglior prestazione personale stagionale                                                 |
| 2022 | Mondiali                | Eugene       | 4×400 m mista     | 7º        | 3'16"45     |                                                                                          |
| 2022 | Europei                 | Monaco       | 400 m piani       | Batteria  | 46"26       |                                                                                          |
| 2022 | Europei                 | Monaco       | 4×400 m           | 8º        | 3'03"04     |                                                                                          |
| 2023 | Mediterraneo U23 indoor | Valencia     | 400 m piani       | Bronzo    | 47"71       |                                                                                          |
| 2023 | Giochi europei          | Chorzów      | A squadre         | Oro       | 426,5 p.    | [ 1 ]                                                                                    |
| 2023 | Europei U23             | Espoo        | 400 m piani       | 5º        | 45"70       |                                                                                          |
| 2023 | Europei U23             | Espoo        | 4×400 m           | Oro       | 3'02"49     | Miglior prestazione europea stagionale under 23 · Miglior prestazione nazionale under 23 |
| 2023 | Mondiali                | Budapest     | 4×400 m           | 7º        | 3'01"23     |                                                                                          |
| 2023 | Mondiali                | Budapest     | 4×400 m mista     | Batteria  | 3'14"56     |                                                                                          |
| 2025 | World Relays            | Guangzhou    | 4x400 m           | Batteria  | 3'04"01     |                                                                                          |

## Campionati nazionali
2016
- Oro ai campionati italiani cadetti, 300 m hs - 39"36

2017
- Oro ai campionati italiani cadetti, 300 m piani - 34"74

2018
- Oro ai campionati italiani allievi indoor, 200 m piani - 21"79
- Oro ai campionati italiani allievi, 400 m piani - 47"51
- Eliminato in batteria ai campionati italiani assoluti, 200 m piani - 21"98

2019
- Oro ai campionati italiani allievi indoor, 400 m piani - 49"12
- Oro ai campionati italiani allievi, 400 m piani - 48"97
- In finale ai campionati italiani assoluti, 400 m piani - dns

2020
- Oro ai campionati italiani juniores indoor, 400 m piani - 47"57
- Argento ai campionati italiani assoluti indoor, 400 m piani - 48"26
- Bronzo ai campionati italiani assoluti, 400 m piani - 46"91
- Oro ai campionati italiani juniores, 400 m piani - 46"30

2021
- Oro ai campionati italiani juniores indoor, 400 m piani - 47"11
- 4º ai campionati italiani assoluti indoor, 400 m piani - 47"81
- Oro ai campionati italiani juniores, 400 m piani - 46"34
- 6º ai campionati italiani assoluti, 400 m piani - 46"98

2022
- 5º ai campionati italiani assoluti, 400 m piani - 46"34
- Argento ai campionati italiani promesse indoor, 400 m piani - 47"48

2023
- Bronzo ai campionati italiani assoluti indoor, 400 m piani - 46"91
- Argento ai campionati italiani assoluti, 400 m piani - 45"39

2024
- 5º ai campionati italiani assoluti indoor, 400 m piani - 47"85

2025
- 4º ai campionati italiani assoluti, 400 m piani - 46"93
- 4º ai campionati italiani assoluti indoor, 400 m piani - 47"63

## Altre competizioni internazionali
2017
- In finale al Festival olimpico della gioventù europea ( Győr), 200 m piani - squalificato
- In batteria al Festival olimpico della gioventù europea ( Győr), 4×100 m - non arrivati

2023
- Campionati europei a squadre di atletica leggera ( Chorzów)

2025
- Campionati europei a squadre di atletica leggera ( Madrid)